# Capasa nundata
Capasa nundata är en fjärilsart som beskrevs av Felder 1874. Capasa nundata ingår i släktet Capasa och familjen mätare. Inga underarter finns listade i Catalogue of Life.